# 格尔曼·斯韦什尼科夫
格尔曼·亚历山德罗维奇·斯韦什尼科夫（俄语：Герман Александрович Свешников，1937年5月11日—2003年6月9日），苏联男子击剑运动员。他曾获得1960年和1964年夏季奥运会击剑比赛男子花剑团体金牌。